# Aglaodiaptomus atomicus
Aglaodiaptomus atomicus is een eenoogkreeftjessoort uit de familie van de Diaptomidae. De wetenschappelijke naam van de soort is voor het eerst geldig gepubliceerd in 1997 door DeBiase & Taylor.